# Silvia Stroescu
Silvia Alexandra Stroescu (Bukarest, 1985. május 8. –) olimpiai, világ- és Európa-bajnok román tornász. Az ő nevét viselte egy talajgyakorlat-elem a Nemzetközi Torna Szövetség pontozási rendszerében.

## Életpályája
A Bukaresti CSS nr. 3 Steaua Sportklubban kezdett tornázni, ahol edzői Eliza Stoica és Elena Ceampelea voltak. Az olimpiai válogatott tagjaként Déván az Octavian Bellu vezette csapat edzette.
Első sikeres nemzetközi jelenléte a 2000-es párizsi junior Európa-bajnokságon volt, ahol talajon és gerendán bajnoki címet, a csapattal pedig ezüstérmet szerzett. A 2004-es felnőtt amszterdami Európa-bajnokságon a csapattal hozták el a bajnoki címet.
Ugyancsak a csapattal szerezte világbajnoki és olimpiai címét is, 2001-ben Gent-ben, illetve 2004-ben Athénban.
2014-ben a Bukaresti Nemzeti Testnevelési és Sport Egyetemen védte meg egyetemi doktori disszertációját, majd az egyetem tanársegédje lett.
2001-ben megkapta a Kiváló Sportoló címet, 2004-ben pedig a Sport Érdemrend I. osztályával tüntették ki.